# Ceriana divisa
Ceriana divisa är en tvåvingeart som först beskrevs av Walker 1857.  Ceriana divisa ingår i släktet griffelblomflugor, och familjen blomflugor. Inga underarter finns listade i Catalogue of Life.